# Хромат диаммония-магния
Хромат диаммония-магния — неорганическое соединение,
двойная соль магния, аммония и хромовой кислоты
с формулой Mg(NH4)2(CrO4)2,
жёлтые кристаллы,
растворяется в воде,
образует кристаллогидраты.

## Физические свойства
Хромат диаммония-магния образует жёлтые кристаллы.
Растворяется в воде.
Образует кристаллогидрат состава Mg(NH4)2(CrO4)2•6H2O.